# Atrium
För andra betydelser, se Atrium (olika betydelser).

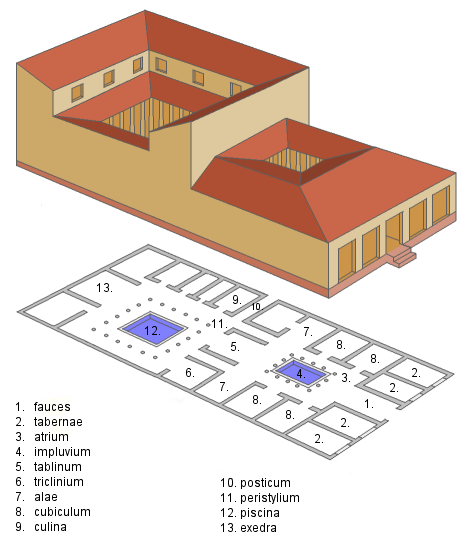
Romerskt atriumhus, ett domus.

Atrium (latin, förmodligen av ater, ”svart”, alltså ”det av rök nedsvärtade rummet”) var under antiken det centrala rummet i romarnas bostadshus, domus. Det var omgivet av mindre rum, hade en taköppning i mitten (compluvium) och under detta en nedsänkt bassäng (impluvium). En spansk variant av atrium kallas patio.

## Historik
Atrium var i äldsta tid familjens egentliga uppehållsrum, dess vardagsrum, där kvinnorna förrättade sitt arbete, gudarna hade sitt kapell och de äkta makarnas bädd (lectus genialis) liksom den järnbeslagna kassakistan (arca) var placerade. Kring atrium grupperade sig flera större och mindre rum, varibland märks de båda alae som längst baktill i hela sin bredd öppnade sig mot atrium och i vilka förfädernas vaxbilder (imagines) brukade uppställas och tablinum, beläget mitt emot ingången och skilt från atrium endast genom ett förhänge.
I senare tid, då det romerska boningshuset utvidgades med en peristyl efter grekisk förebild, blev den medelpunkt för familjelivet, och atrium tjänade som en mottagningssalong för den officiella representationen.
Ett atrium kan även föregå ingången till en kyrka och utgör då en förgård.

## Galleri

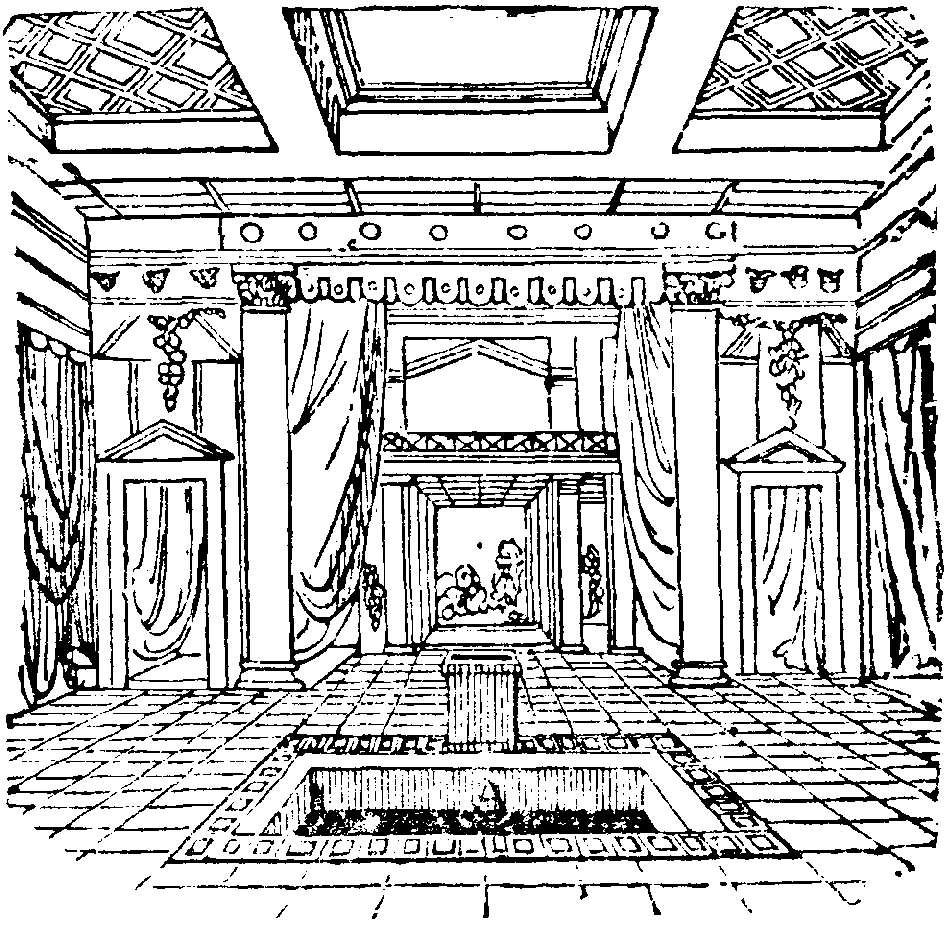
Atrium med impluvium.
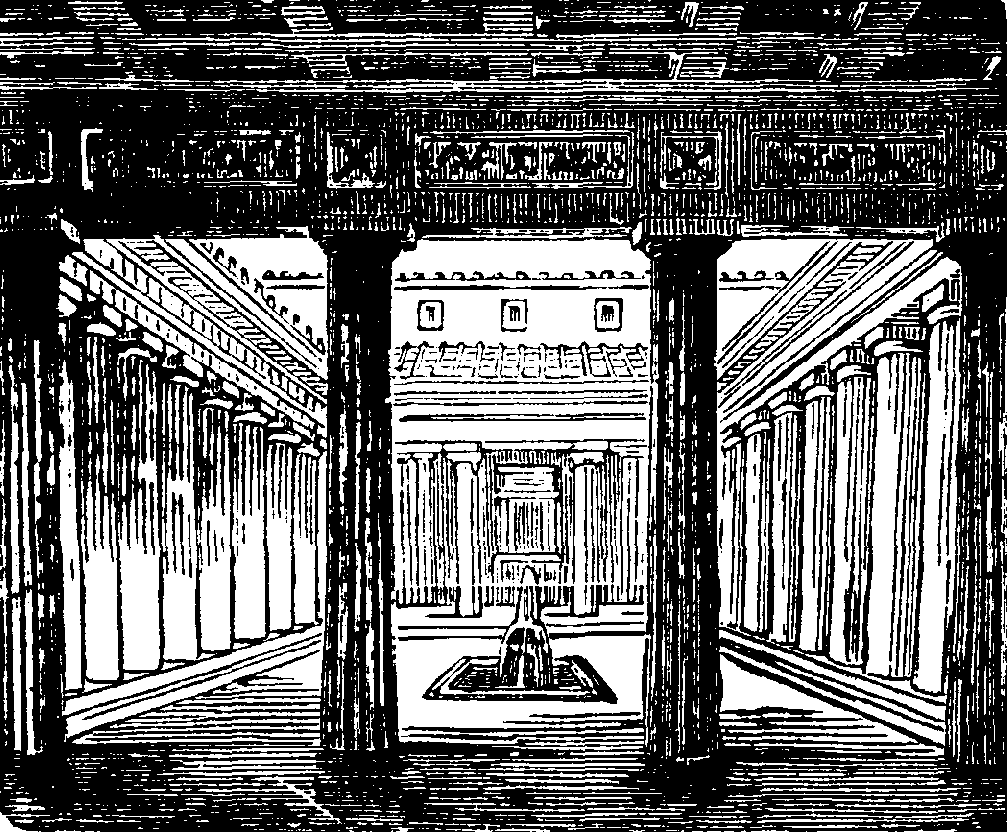
Atrium med kolonngalleri.
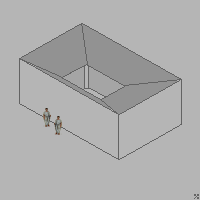
Atrium impluviatum.
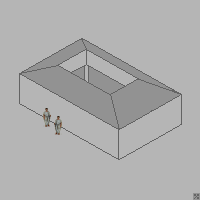
Atrium displuviatum.
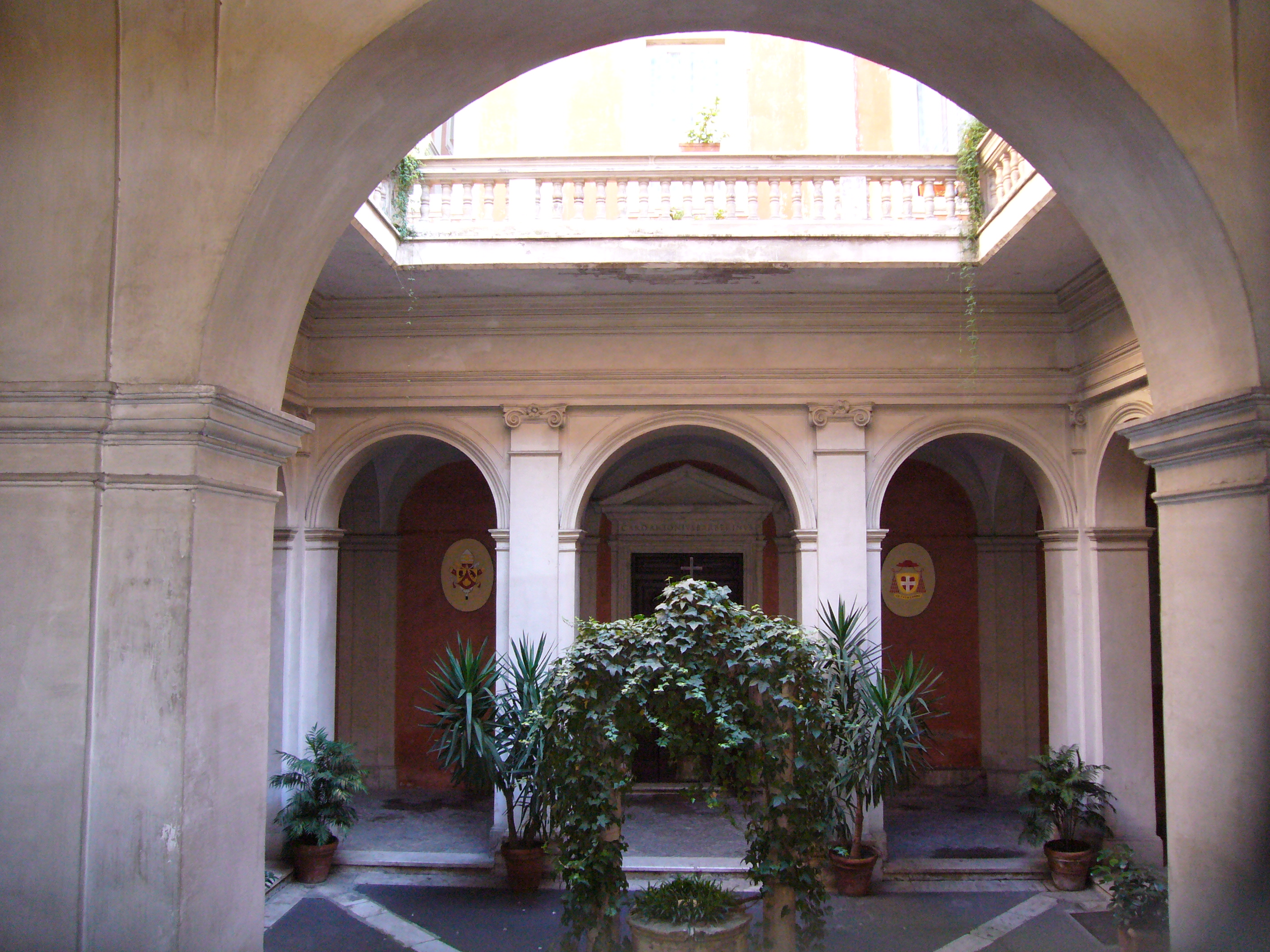
Atrium vid kyrkan Sant'Agata dei Goti i Rom.